# Bonturo Dati
Bonturo Dati (Lucca, siglo XIII – Florencia, siglo XIV) fue un  político  liberal italiano.

## Biografía
Bonturo Dati, de Lucca, comerciante y político, participó en la vida política de su ciudad pero es más famosos por haber sido puesto a hervir por Dante Alighieri por estafador, es decir por haber ganado dinero ilícitamente con su cargo público. 
La acusación infamante, lanzada cuando Bonturo todavía estaba vivo, está contenida en los siguientes tercetos donde se describe la inmersión de un estafador de Lucca (Uno de los ancianos de Santa Zita) en el estanque con la brea ardiente:

Desde nuestro puente dijo: ¡Oh Malebranche!,

¡he aquí uno de los ancianos de santa Zita!

Mételo abajo, que de nuevo vuelvo

a aquella tierra que está tan bien provista:

allí estafadores son todos, menos Bonturo;

que del no, por el dinero, hacen ita.
Infierno, XXI, 37-42

de los comentadores y de los documentos de archivo sabemos también que Bonturo Dati fue líder de la facción popular de Lucca y cubrió varios cargos públicos. La familia Dati no pertenecía, por cuanto se sabe, al restringido grupo de los Ancianos.
En el 1308 fue echada la familia Grandi bajo la acusación de corrupción. Bonturo asumió por breve tiempo el cargo de gobernador de la ciudad y se jactó de haber puesto fin a los abusos.
En el 1314 un gran números de ciudadanos güelfos, por lo tanto hostiles al gobierno gibelino de la ciudad, y a su nuevo señor, Uguccione della Faggiola, lo obligaron a exiliarse. Otra noticia fija en el 1324 la fecha de su muerte.